# Phare de Cay Lobos
Le phare de Cay Lobos est un phare actif situé sur la caye isolée de Cay Lobos administrativement relié au district de South Andros (archipel d'Andros), aux Bahamas. Il est géré par le Bahamas Port Department 

## Histoire
Ce phare a été mis en service sur Cay Lobos en 1869 par les autorités maritimes du Bureau des Colonies du Royaume-Uni. Il marque une zone dangereuse pour la navigation. Les navires de croisière traversent régulièrement ce chenal et leurs passagers sont généralement étonnés par le phare qui semble sortir directement de l'océan. Pour les gardiens de phare, il s'agissait de la mission la plus isolée des Bahamas. Aujourd'hui, la lumière est automatisée et fonctionne à l'énergie solaire.
Il est situé dans le vieux canal de Bahama, sur la frange sud du Bancs des Bahamas à environ 50 km de Cuba.

## Description
Ce phare est une tour circulaire en fonte, avec une galerie et sans lanterne de 45 m de haut. La tour est totalement blanche ainsi que la galerie ; la lanterne a été enlevée récemment pour laisser place à une balise moderne. Il émet, à une hauteur focale de 44 m, deux brefs éclats blancs de 0.2 seconde par période de 20 secondes. Sa portée est de 23 milles nautiques (environ 43 km).
Identifiant : ARLHS : BAH-011 - Amirauté : J4774 - NGA : 110-12344 .

## Caractéristique dufeu maritime
Fréquence : 20 secondes (W-W)
- Lumière : 0.2 seconde
- Obscurité : 1.5 seconde
- Lumière : 0.2 seconde
- Obscurité : 18.1 secondes

### Lien connexe
- Liste des phares des Bahamas